# 박민준 (축구 선수)
박민준(한국 한자: 朴民埈, 2001년 3월 10일 ~ )은 대한민국의 축구 선수이며, 포지션은 수비수이다.